# Maissana
Maissana är en ort och kommun i provinsen La Spezia i regionen Ligurien i Italien. Kommunen hade 603 invånare (2018).